# 両さん&いじくりばあさんの有名人怪しいお屋敷ガサ入れ捜査!
『両さん&いじくりばあさんの有名人怪しいお屋敷ガサ入れ捜査!』（りょうさんいじくりばあさんのゆうめいじんあやしいおやしきガサいれちょうさ!）は、TBS系列で放送された特別番組である。

## 概要
両さん扮する香取慎吾と、いじくりばあさん扮する泉ピン子が有名人の豪邸に潜入する。

## 出演者
- 香取慎吾（SMAP、両さん）
- 泉ピン子（いじくりばあさん）

### ゲスト
第1弾
- IKKO
- マダム信子

第2弾
- 中島香里
- ドクター中松
- 大泉政治

## ネット局・放送時間

### 第1弾
| 放送対象地域   | 放送局                    | 系列    | 放送日時                  | 遅れ       |
| -------------- | ------------------------- | ------- | ------------------------- | ---------- |
| 関東広域圏     | TBSテレビ（TBS）          | TBS系列 | 2012年1月13日 21:00-23:03 | 制作局     |
| 北海道         | 北海道放送（HBC）         | TBS系列 | 2012年1月13日 21:00-23:03 | 同時ネット |
| 青森県         | 青森テレビ（ATV）         | TBS系列 | 2012年1月13日 21:00-23:03 | 同時ネット |
| 岩手県         | IBC岩手放送（IBC）        | TBS系列 | 2012年1月13日 21:00-23:03 | 同時ネット |
| 宮城県         | 東北放送（TBC）           | TBS系列 | 2012年1月13日 21:00-23:03 | 同時ネット |
| 山形県         | テレビユー山形（TUY）     | TBS系列 | 2012年1月13日 21:00-23:03 | 同時ネット |
| 福島県         | テレビユー福島（TUF）     | TBS系列 | 2012年1月13日 21:00-23:03 | 同時ネット |
| 山梨県         | テレビ山梨（UTY）         | TBS系列 | 2012年1月13日 21:00-23:03 | 同時ネット |
| 新潟県         | 新潟放送（BSN）           | TBS系列 | 2012年1月13日 21:00-23:03 | 同時ネット |
| 長野県         | 信越放送（SBC）           | TBS系列 | 2012年1月13日 21:00-23:03 | 同時ネット |
| 静岡県         | 静岡放送（SBS）           | TBS系列 | 2012年1月13日 21:00-23:03 | 同時ネット |
| 富山県         | チューリップテレビ（TUT） | TBS系列 | 2012年1月13日 21:00-23:03 | 同時ネット |
| 石川県         | 北陸放送（MRO）           | TBS系列 | 2012年1月13日 21:00-23:03 | 同時ネット |
| 中京広域圏     | 中部日本放送（CBC）       | TBS系列 | 2012年1月13日 21:00-23:03 | 同時ネット |
| 近畿広域圏     | 毎日放送（MBS）           | TBS系列 | 2012年1月13日 21:00-23:03 | 同時ネット |
| 鳥取県・島根県 | 山陰放送（BSS）           | TBS系列 | 2012年1月13日 21:00-23:03 | 同時ネット |
| 岡山県・香川県 | 山陽放送（RSK）           | TBS系列 | 2012年1月13日 21:00-23:03 | 同時ネット |
| 広島県         | 中国放送（RCC）           | TBS系列 | 2012年1月13日 21:00-23:03 | 同時ネット |
| 山口県         | テレビ山口（tys）         | TBS系列 | 2012年1月13日 21:00-23:03 | 同時ネット |
| 愛媛県         | あいテレビ（ITV）         | TBS系列 | 2012年1月13日 21:00-23:03 | 同時ネット |
| 高知県         | テレビ高知（KUTV）        | TBS系列 | 2012年1月13日 21:00-23:03 | 同時ネット |
| 福岡県         | RKB毎日放送（RKB）        | TBS系列 | 2012年1月13日 21:00-23:03 | 同時ネット |
| 長崎県         | 長崎放送（NBC）           | TBS系列 | 2012年1月13日 21:00-23:03 | 同時ネット |
| 熊本県         | 熊本放送（RKK）           | TBS系列 | 2012年1月13日 21:00-23:03 | 同時ネット |
| 大分県         | 大分放送（OBS）           | TBS系列 | 2012年1月13日 21:00-23:03 | 同時ネット |
| 宮崎県         | 宮崎放送（MRT）           | TBS系列 | 2012年1月13日 21:00-23:03 | 同時ネット |
| 鹿児島県       | 南日本放送（MBC）         | TBS系列 | 2012年1月13日 21:00-23:03 | 同時ネット |
| 沖縄県         | 琉球放送（RBC）           | TBS系列 | 2012年1月13日 21:00-23:03 | 同時ネット |

### 第2弾
| 放送対象地域   | 放送局                    | 系列    | 放送日時                  | 遅れ       |
| -------------- | ------------------------- | ------- | ------------------------- | ---------- |
| 関東広域圏     | TBSテレビ（TBS）          | TBS系列 | 2012年6月24日 19:00-21:00 | 制作局     |
| 北海道         | 北海道放送（HBC）         | TBS系列 | 2012年6月24日 19:00-21:00 | 同時ネット |
| 青森県         | 青森テレビ（ATV）         | TBS系列 | 2012年6月24日 19:00-21:00 | 同時ネット |
| 岩手県         | IBC岩手放送（IBC）        | TBS系列 | 2012年6月24日 19:00-21:00 | 同時ネット |
| 宮城県         | 東北放送（TBC）           | TBS系列 | 2012年6月24日 19:00-21:00 | 同時ネット |
| 山形県         | テレビユー山形（TUY）     | TBS系列 | 2012年6月24日 19:00-21:00 | 同時ネット |
| 福島県         | テレビユー福島（TUF）     | TBS系列 | 2012年6月24日 19:00-21:00 | 同時ネット |
| 山梨県         | テレビ山梨（UTY）         | TBS系列 | 2012年6月24日 19:00-21:00 | 同時ネット |
| 新潟県         | 新潟放送（BSN）           | TBS系列 | 2012年6月24日 19:00-21:00 | 同時ネット |
| 長野県         | 信越放送（SBC）           | TBS系列 | 2012年6月24日 19:00-21:00 | 同時ネット |
| 静岡県         | 静岡放送（SBS）           | TBS系列 | 2012年6月24日 19:00-21:00 | 同時ネット |
| 富山県         | チューリップテレビ（TUT） | TBS系列 | 2012年6月24日 19:00-21:00 | 同時ネット |
| 石川県         | 北陸放送（MRO）           | TBS系列 | 2012年6月24日 19:00-21:00 | 同時ネット |
| 中京広域圏     | 中部日本放送（CBC）       | TBS系列 | 2012年6月24日 19:00-21:00 | 同時ネット |
| 近畿広域圏     | 毎日放送（MBS）           | TBS系列 | 2012年6月24日 19:00-21:00 | 同時ネット |
| 鳥取県・島根県 | 山陰放送（BSS）           | TBS系列 | 2012年6月24日 19:00-21:00 | 同時ネット |
| 岡山県・香川県 | 山陽放送（RSK）           | TBS系列 | 2012年6月24日 19:00-21:00 | 同時ネット |
| 広島県         | 中国放送（RCC）           | TBS系列 | 2012年6月24日 19:00-21:00 | 同時ネット |
| 山口県         | テレビ山口（tys）         | TBS系列 | 2012年6月24日 19:00-21:00 | 同時ネット |
| 愛媛県         | あいテレビ（ITV）         | TBS系列 | 2012年6月24日 19:00-21:00 | 同時ネット |
| 高知県         | テレビ高知（KUTV）        | TBS系列 | 2012年6月24日 19:00-21:00 | 同時ネット |
| 福岡県         | RKB毎日放送（RKB）        | TBS系列 | 2012年6月24日 19:00-21:00 | 同時ネット |
| 長崎県         | 長崎放送（NBC）           | TBS系列 | 2012年6月24日 19:00-21:00 | 同時ネット |
| 熊本県         | 熊本放送（RKK）           | TBS系列 | 2012年6月24日 19:00-21:00 | 同時ネット |
| 大分県         | 大分放送（OBS）           | TBS系列 | 2012年6月24日 19:00-21:00 | 同時ネット |
| 宮崎県         | 宮崎放送（MRT）           | TBS系列 | 2012年6月24日 19:00-21:00 | 同時ネット |
| 鹿児島県       | 南日本放送（MBC）         | TBS系列 | 2012年6月24日 19:00-21:00 | 同時ネット |
| 沖縄県         | 琉球放送（RBC）           | TBS系列 | 2012年6月24日 19:00-21:00 | 同時ネット |

## スタッフ
第2回（2012年6月24日放送）
- 構成：鈴木おさむ、若尾守重、小林正和、小笠原みさき
- ナレーター：増田晋、野引香里
- TM：長谷川晃司
- カメラ：太田拓男
- 美術プロデューサー：中江大志
- 美術デザイナー：鈴木直人
- 美術制作：渡邊秀和
- 装置：藤満達郎
- 操作：西原武志
- 装飾：川原栄一
- 建具：岸久雄
- 電飾：齋藤貴之
- 衣裳：武内修
- 持道具：寺澤麻由美
- 床山：細野一郎
- 化粧：中田マリ子
- 音響効果：伊藤誠、加藤博紀、早船麻季
- MA：的池将、新田領
- 編集：阿部芳三、本田修士
- TK：常藤直子
- 技術協力：東通
- 制作協力：ファルコン、ボトム
- リサーチ：フォーミュレーション
- 協力：エミール・ガレ美術館、堺市博物館
- ディレクター：重藤尚志、柴田猛司、小西憲太郎、石橋基弘、石川峻一
- 演出：瀬川郷守
- マネージメントプロデューサー：小谷和彦（第1回はチーフプロデューサー）
- AP：久松理絵
- プロデューサー：谷澤美和、西沢雅文
- 制作：TBS

過去のスタッフ
- TM：石川博章（第1回）
- 美術デザイナー：山口智広（第1回）
- 電飾：阿部達矢（第1回）
- 持道具：岩本美徳（第1回）
- 音響効果：新谷隆生（第1回）
- ディレクター：むたゆうじ、藤井尚之、菊島由佳子、小谷昌輝、黒津健太郎
- AP：松原元美（第1回）